# Dinotopia
Dinotopia – fikcyjne, utopijne miejsce wykreowane przez pisarza i ilustratora Jamesa Gurneya. Jest głównym miejscem wydarzeń serii książek o tym samym tytule. Dinotopia znajduje się na odizolowanej od reszty świata wyspie zamieszkanej rdzennie przez inteligentne dinozaury i ludzi, którzy trafili na nią jako rozbitkowie. Razem tworzą oni w pełni zgodne i pokojowe, symbiotyczne społeczeństwo. Oprócz głównej, wielokrotnie nagradzanej serii książek, Dinotopia występuje również w filmie fabularnym, kreskówce, miniserialu i w wielu powieściach, których część została przetłumaczona na język polski.

## Geneza
Zadania Gurneya dla National Geographic wymagały od niego współpracy z archeologami, aby móc wyobrazić sobie i namalować starożytne miasta. Zainspirowało go to do stworzenia własnych dzieł, przez co namalował Waterfall City oraz Dinosaur parade. Początkowo istniały jako artystyczne druki dla kolekcjonerów. Następnie postanowił opisać wymyśloną przez siebie wyspę, przedstawioną na obrazach.
Zamiast wykorzystywać narzędzia cyfrowe, Gurney stworzył 150 obrazów olejnych przedstawiających Dinotopię do swojej książki wydanej w 2007 roku.
Podniosły się głosy, że niektóre sceny z filmu Gwiezdne wojny: część I - Mroczne widmo (szczególnie te w mieście Theed na Naboo) nieuczciwie kopiują obrazy z książek Gurneya. Autor również zauważyło podobieństwo, jednak jego reakcja była pozytywna. W 1994 roku reżyser George Lucas spotkał się z producentami, aby omówić niektóre koncepcje i wizualizacje filmu Dinotopia, jednak ostatecznie nie zabrał się za ten projekt.

## Wyspa
Dinotopia, jest miejscem gdzie ludzie i dinozaury żyją obok siebie w pełnej harmonii. Jest miejscem piękna i pokoju straconego dla reszty świata, od którego jest silnie odizolowana przez potężne sztormy i systemy raf niepozwalające zbliżyć się do wyspy, jak i uciec z niej.
Dinotopia złożona jest z wyspy głównej i wyspy zewnętrznej, oraz okalającej ją sporej ilości małych wysepek. W przybliżeniu szerokość głównej wyspy wynosi 420 km, a długość 385 km. Mimo tego stosunkowo niewielkiego rozmiaru posiada skrajnie różnorodny krajobraz i ekosystem. Wschodnią część wyspy zajmuje piaszczysta pustynia. Centrum wyspy porośnięte jest przez lasy deszczowe. Oba środowiska rozdziela rozbudowany łańcuch górski. Pod wyspą znajduje się rozległy system naturalnych, jak i sztucznie wykopanych jaskiń. Posiada kilka dużych miast i wiele małych wsi i miasteczek. Jej stolica jest Zauropol.
Dinozaury wedle legend zasiedlają wyspę od milionów lat. Przetrwały masowe wymieranie ukrywając się w podziemiach wyspy i przeczekując tam najbardziej drastyczne zmiany klimatyczne, powodujące śmierć tych gatunków na innych kontynentach.
Podziemia te zostały dokładnie przedstawione w jednej z części książek, nieprzetłumaczonej do tej pory Dinotopia: The World Beneath. Są one miejscem gdzie dinozaury wykonują swoją ostatnią podróż przed śmiercią. Legendy mówią, że półczłowiek-półceratops o imieniu Otghar zszedł do nich i ukradł stamtąd kawałki spoczywającego w tym miejscu nocą słońca. Od tej pory znane były jako „kamienie słoneczne”, na bazie których zbudował imperium Poseidos. Dzięki energii zawartej w kamieniach skonstruowano tam metalowe, robotyczne dinozaury. Morze jednak wpadło w gniew na sztuczne miasto i zatopiło je. Na bazie tej historii powstały mity o Atlantydzie.
Populacja ludzka wywodzi się od rozbitków morskich, przynoszonych zazwyczaj na grzbiecie delfinów na wyspę od tysięcy lat. Zamieszkana jest więc przez wiele kultur i widoczne są tam wpływy wielu epok historycznych. Najczęściej rozbitkowie z jednego kręgu kulturowego tworzyli lokalną społeczność opartą na ich tradycjach, dzięki czemu na wyspie istnieje wiele stref kulturowych. Niektóre z ludzkich zwyczajów przyjęte zostały przez dinozaury i odwrotnie.
Dinozaury nie są jedynymi prehistorycznymi zwierzętami zamieszkującymi ten teren. Na wyższych rejonach Gór Zakazanych, podobnych do Himalajów żyją mamuty, tygrysy szablozębne i inne wymarłe ssaki. Powszechne są również pterozaury, zwłaszcza Kecalkoatle, które mogą być ujeżdżane przez ludzi i służyć jako posłańcy.
W centrum wyspy znajduje się obszar zwany Deszczową Niecką, porośnięty gęstym lasem deszczowym. Żyje tam większość mięsożerców, takich jak tyranozaury, allozaury czy gigantozaury. Są tak samo inteligentne jak reszta dinozaurów, jednak odrzuciły zdobycze cywilizacji i żyją w separacji, wedle własnych zasad. Posiadają własny język, bardzo różny i trudny do zrozumienia dla reszty dinotopiańczyków. Z racji ich drapieżnego trybu życia niecka oddzielona jest od reszty bardzo głębokim obronnym rowem, nad którym przerzucone są skomplikowane zwodzone mosty. Karawany przechodzące przez ten niebezpieczny teren muszą być eskortowane przez największe dinozaury posiadające na sobie ciężkie opancerzenie. Zawsze karawana też wiezie ze sobą zapasy mięsa i ryb służące za haracz przejazdowy oddawany mięsożercom w zamian za przepuszczenie jej dalej. Stosując ten układ honorowe drapieżniki bardzo rzadko atakują, gdyż w ten sposób zapewniają sobie łatwe dostawy pożywienia. Wiele też dinozaurów przeczuwających swoją rychłą śmierć wyrusza do deszczowej niecki by tam wydać swe ostatnie tchnienie. Zgodnie z umową w czasie podróży nie są przez jej mieszkańców atakowane, a dopiero po ich śmierci ciała stają się pożywieniem. Ilość jedzenia jest jednak wystarczająca i dlatego niebezpieczne gady nie starają się wcale opuścić wyznaczonego im terenu.
Ludzko-zauryjska społeczność Dinotopii jest wewnętrznie całkowicie równa. Żyją oni kierując się starożytnym zestawem rad zwanym Kodeksem Dinotopii. Społeczeństwo jest wysoce wspólnotowe. System monetarny został porzucony na rzecz handlu wymiennego. Obowiązkiem wszystkich jest praca na rzecz innych. Dzięki wydajnej gospodarce i powszechnym altruizmie prawie nikt nie cierpi niedostatku i przestępczość jest znikoma.

## Bohaterowie
- Arthur Denison – amerykański naukowiec i główny bohater książek. Po śmierci swojej żony Rachel w 1860 roku on i jego syn Will opuścili swój dom w Bostonie. W czasie podróży, w 1862 roku oboje zostają wyrzuceniu na wyspę Dinotopię, po tym, jak ich statek uległ rozbiciu. Na miejscu Arthur napisał dziennik, który opisuje jego odkrycia. Dzienniki trafiają do USA, gdzie zostają znalezione przez Jamesa Gurneya. Arthur obecnie mieszka w Waterfall City i posiada studio z widokiem na wodospady.

- Will Denison - syn Arthura i główny bohater książek. Towarzyszył ojcu podczas dwuletniej podróży odkrycia po śmierci matki w 1860 roku, a następnie w 1862 roku razem z nim został rozbitkiem Dinotopii. Podczas pobytu na wyspie poznał i zakochał się w miejscowej dinotopiańskiej dziewczynie, Sylvii Romano i ostatecznie wyszkolił się na Jeźdźca Skybax, latając na Cirrus.

- Bix - wielojęzyczna protoceratops. Ambasador Dinotopii i partnerka podróży Arthura Denisona, towarzysząca mu w drodze do World Beneath i Chandaray, Po raz pierwszy spotkała się z Denisem tuż po tym, jak rozbitkowie trafili na Dinotopię.

- Sylvia Romano - piękna dinotopiańska dziewczyna mieszkająca w wylęgarni z rodzicami Giorgio i Marią. Była pierwszą istotą ludzką, którą Arthur i Will poznali po tym, jak zostali wyrzuceni na Dinotopię. Szybko zaprzyjaźniła się z Willem, chociaż ostatecznie los ich rozłączył, kiedy chłopak wyjechał do Waterfall City. Spotkała się z Willem po raz kolejny w Treetown, gdzie również trenowała, by zostać jeźdźcem Skybax. W tym czasie zakochała się w chłopaku z wzajemnością. Ostatecznie została Jeźdźcem Skybax, dosiadając Nimbusa.

- Lee Crabb - główny antagonista. Trafił na Dinotopię w 1853 roku, jednak pogardzał wyspą i planował ucieczkę. Znany jest z palenia cygar i noszenia muszelek na swoim kapeluszu. Nienawidzi dinozaurów, ponieważ wierzy, że zniewoliły mieszkających na wysypie ludzi.

## Dinotopia na ekranie
W 2002 roku powstał miniserial na podstawie książki Dinotopia Jamesa Gurney o takim samym tytule. Grali w nim między innymi Wentworth Miller, jako David i Tyron Leitso, jako Scott. Trzy lata później, w 2005 roku, powstała animacja Dinotopia: Walka o rubinowy kryształ, w którym głos podkładała między innymi Alyssa Milano. Poza tym w 2002 roku powstał film krótkometrażowy Discovering Dinotopia.

Dinotopiańskie pismo stylizowane jest na odciski łap dinozaurów